# Antiíneos (coleópteros)
Se procura a subfamília de peixes marinhos tropicais e subtropicais, veja Anthiinae.
Antiíneos (Anthiinae) é uma subfamília de escaravelhos da família Carabidae, que inclui os seguintes géneros:
- Aenigma Koch, 1846
- Ametroglossus Sloane, 1914
- Anthia Weber, 1801
- Atractonotus Perroud, 1846
- Baeoglossa Chaudoir, 1850
- Colfax Andrewes, 1920
- Creagris Nietner, 1857
- Cycloloba Chaudoir, 1850
- Cypholoba Chaudoir, 1850
- Dailodontus Reiche, 1843
- Dicranoglossus Chaudoir, 1872
- Eccoptoptera Chaudoir, 1878
- Epimicodema Sloane, 1914
- Erephognathus Alluaud, 1932
- Gigadema J. Thomson, 1859
- Gonogenia Chaudoir, 1844
- Helluapterus Sloane, 1914
- Helluarchus Sloane, 1914
- Helluo Bonelli, 1813
- Helluobrochus Reichardt, 1974
- Helluodema Castelnau, 1867
- Helluodes Westwood, 1846
- Helluomorpha Castelnau de Laporte, 1834
- Helluomorphoides Ball, 1951
- Helluonidius Chaudoir, 1872
- Helluopapua Darlington, 1968
- Helluosoma Castelnau, 1867
- Holoponerus Fairmaire, 1883
- Macrocheilus Hope, 1838
- Meladroma Motschoulsky, 1855
- Neohelluo Sloane, 1914
- Netrodera Chaudoir, 1850
- Omphra Dejean, 1825
- Physocrotaphus Weber, 1801
- Platyhelluo Baehr, 2005
- Pleuracanthus Gray, 1832
- Pogonoglossus Chaudoir, 1862
- Schuelea Baehr, 2004
- Triaenogenius Chaudoir, 1877